# Saint-Nizier-le-Désert
Saint-Nizier-le-Désert je francouzská obec v departementu Ain v regionu Auvergne-Rhône-Alpes. V roce 2011 zde žilo 884 obyvatel.

## Sousední obce
Dompierre-sur-Veyle, Chalamont, Châtenay, Lent, Marlieux, Le Plantay, Saint-Paul-de-Varax

## Vývoj počtu obyvatel
Počet obyvatel 